# Serrat de l'Àliga (Sant Mateu de Bages)
El Serrat de l'Àliga és una serra al municipi de Sant Mateu de Bages (Bages), amb una elevació màxima de 828 metres.